# Himmelsbesen
Himmelsbesen ist die Bezeichnung für einen regionalen Wind oder – in der Seemannssprache nördlicher Breiten allgemein – für den Nordwestwind. Er geht mit besonders klarer Sicht einher, nachdem er die Wolken vom Himmel „gefegt“ hat.
Auf Mallorca ist das ein trockener, föhnartiger Wind, unvermittelt einsetzend, wenn ein abziehendes Tief über dem westlichen Mittelmeer einem Hoch von der iberischen Halbinsel weicht. Er weht meist aus der Bucht von Valencia kommend auf die NW-Küste Mallorcas zu, gibt dort Niederschläge ab, erwärmt sich über der Bahia da Palma und strömt von dort weiter. Dabei sorgt er für rasche Temperaturwechsel.